# Nowe Aleksandrowo
Nowe Aleksandrowo – wieś w Polsce położona w województwie podlaskim, w powiecie białostockim, w gminie Dobrzyniewo Duże.
W latach 1954–1959 wieś należała i była siedzibą władz gromady Nowe Aleksandrowo, po jej zniesieniu w gromadzie Dobrzyniewo Kościelne. W latach 1975–1998 miejscowość administracyjnie należała do województwa białostockiego.
Wierni kościoła rzymskokatolickiego należą do parafii Zwiastowania Najświętszej Maryi Panny w Dobrzyniewie Kościelnym.